# Ascalohybris rufescens
Ascalohybris rufescens là một loài côn trùng trong họ Ascalaphidae thuộc bộ Neuroptera. Loài này được Navás miêu tả năm 1911.